# 青岛青科足球俱乐部
青岛青科足球俱乐部，是中国一家足球俱乐部，前身为于2005年成立的业余足球俱乐部青岛海之鹰，球队在2009年正式注册成为职业俱乐部，参加中国足球乙级联赛。

## 俱乐部历史
2005年，以青岛科技大学大学生球员为基础的业余足球俱乐部青岛海之鹰成立並一直参加青岛城市联赛。
2009年3月，青岛科技大学与金海鲨工贸有限公司合作，以300万元注册资金注册组建中国第二家吸收社会资金由高等学校控股组建的足球俱乐部青岛青科足球俱乐部参加中国足球乙级联赛，但是在北区预赛中排名垫底。
2010年，青岛青科由于资金所限沒有参加乙级联赛而是参加青岛城市联赛。
2011年，青岛青科在时隔一年后再次参加乙级联赛。